# باشگاه ورزشی یونیورسیتاتئا کرایووا
باشگاه ورزشی یونیورسیتاتئا کرایووا (رومانیایی: Clubul Sportiv Universitatea Craiova) یک باشگاه فوتبال است که در شهر کرایووا کشور رومانی پایه‌گذاری شده است.